# Charmander
Charmander (japanska: ヒトカゲ Hitokage) är en fiktiv karaktär från Pokémon-serien som är en av arterna av eldig typ Pokémon. Den dök först upp i Pokémon Röd och Blå-spelen och efterföljande uppföljare, bredvid Bulbasaur och Squirtle är det en av starterna i regionen Kanto. Den har senare dykt upp i olika varor, spinoff-titlar och animerade och tryckta anpassningar av serien. Änden av hans svans tänds av en låga, och lågans storlek återspeglar både den fysiska hälsan och individens känslor. När det regnar sägs det att ånga sprutar från svansspetsen. Om lågan någonsin skulle slockna skulle han dö. Den liknar en orange ödla.
Charmander utvecklas till nivå 16 Charmeleon, som sedan utvecklas till nivå 36 Charizard, som ursprungligen var hans sista form. Sedan lanseringen av Pokémon X och Y-spel kan Charizard mega utvecklas till 2 olika typer av Mega Charizard som är Mega Charizard X eller Mega Charizard Y under hela striden. Detta ger honom tillfälligt förbättrad statistik och en skadebonus. 2019 kom han tillbaka i rollspelet Pokémon Sword och Shield.